# Конвой №4222
Конвой № 4222 — японський конвой часів Другої світової війни, проведення якого відбувалось у грудні 1943 — січні 1944.
Вихідним пунктом конвою був атол Трук у центральній частині Каролінських островів, де ще до війни створили потужну базу японського ВМФ, з якої до лютого 1944-го провадились операції в цілому ряді архіпелагів. Пунктом призначення став розташований у Токійській затоці порт Йокосука, що під час війни був обраний як базовий для логістики Труку.
До складу конвою, що вийшов у море 22 грудня 1943-го, увійшли авіатранспорт «Нагоя-Мару» і транспорти «Кокай-Мару» та «Рейо-Мару» (Reiyo Maru), тоді як охорону забезпечували есмінець «Ікадзучі» та кайбокан (фрегат) «Фукує».
Шлях конвою пролягав через кілька традиційних районів патрулювання американських підводних човнів, які зазвичай діяли на підходах до Труку, біля Маріанських островів, островів Огасавара та поблизу східного узбережжя Японського архіпелагу. Саме в останньому районі на завершальній ділянці маршруту конвой атакував підводний човен USS Herring. Вночі 1 січня 1944-го поблизу острова Аогасіма (архіпелаг Ідзу) він дав по найбільшому транспорту залп із трьох торпед, одна з яких поцілила «Нагоя-Мару». Боротьбу за живучість торпедованого судна ускладнював шторм і в підсумку віддали наказ полишити «Нагоя-Мару», яке затонуло 2 січня. «Ікадзучі», який раніше провів безрезультатну контратаку проти ворожої субмарини, тепер залучили до порятунку вцілілих. При цьому внаслідок інциденту загинули 1 член екіпажу та 120 пасажирів (всі або майже всі безпосередньо при влучанні торпеди).
3 січня 1944-го інші кораблі конвою прибули до Йокосуки.